# مانداكرانتا سين
مانداكرانتا سين (بالهندية: मंदाक्रांता सेन) (من مواليد 15 سبتمبر 1972 ، كولكاتا ، ولاية البنغال الغربية)  ؛ هي شاعرة هندية تكتب باللغة البنغالية. درست في كلية الطب لكنها توقفت عن الدراسة قبل موعد الامتحانات النهائية ثم عملت بعدها ككاتبة بدوام كامل. حصلت على جائزة أناندا بورشكار عن أول ديوان شعري قامت بإصداره. 

## روابط خارجية
- Mandakranka سين على Goodreads